# Horrorra akadva 2.
A Horrorra akadva 2. (eredeti cím: Scary Movie 2) 2001-ben bemutatott amerikai horrorvígjáték, a Horrorra akadva-sorozat második darabja, melyet Keenen Ivory Wayans rendezett.
A Sikoly, Az átok, a Poltergeist – Kopogó szellem, a Mission: Impossible 2., A rózsa vére, A bárányok hallgatnak, Az ördögűző, a Ház a Kísértet-hegyen, a Twister, az Árnyék nélkül és a Charlie angyalai című műveket parodizálja ki. A tévéshopot, a tévés médiumokat, a távgyógyítókat és a reklámok ostobaságát is kifigurázza.
Az Amerikai Egyesült Államokban július 4-én került a mozikba, Magyarországon 2001. október 14-én mutatták be. 

## Cselekmény
A tizenéves Meghan Voorhees testét Hugh Kane szelleme szállja meg, aki a lány otthonának, a Pokol-háznak az előző tulajdonosa volt. Miközben egy este édesanyja a barátaival szórakozik, a lány előjön és megsérti az egybegyűlteket, majd bevizel. Mrs. Voorhees két pap segítségét kéri. McTapee atya a fürdőszoba meglátogatása után, Harris atyával megkezdi a szellem kiűzését, de az nem éppen a tervek szerint halad: a megszállt lány úgy megsérti McTapee atyát, hogy az mérgében agyonlövi.
Cindy Campbell, Brenda Meeks, Ray Wilkins és Kurta Meeks, a stevensoni mészárlás túlélői egy új élet reményében beiratkoztak egy főiskolába. Cindy és Brenda új barátnőre tesz szert az együgyű Alex személyében. Kurta ugyanolyan féleszű, mint volt, Ray pedig még mindig nem döntötte el, melyik nemhez vonzódik. Buddyt nagyon érdekli Cindy, de a lány visszautasítja és felajánlja barátságát, amit a fiú különös módon, de hálásan fogad.
Oldman professzor és asszisztense, Dwight Hartman paranormális hétvégét terveznek a Pokol-házban, Cindyt és a barátait kiválasztva alanyoknak. A kúriába érkezve megismerkednek egy szemtelen papagájjal és a kelekótya Praclival, a gondnokkal. Később egy csinos lánnyal, Theóval bővül a csapat. A vacsora kudarcba fullad Pracli visszataszító modora miatt.
Cindy hangokat hall, mely egy titkos szobába vezeti őt, itt Buddyval felfedezik Hugh Kane feleségének naplóját. A portréján észreveszik a nő és Cindy külső hasonlóságát. A paranormális jelenségek felerősödnek. Hugh Kane szelleme szeretkezik Alexszel a hálószobájában, de visszakozik, amikor Alex kifejti, hogy ő szeretne az új Mrs. Kane lenni. Cindy összeverekszik a macskával. Egy játékbohóc megpróbálja megölni Rayt, de az bosszúból megerőszakolja. Egy mutálódott marihuánaültetvény megtámadja Kurtát, akit a többiek mentenek meg.
A professzort elcsábítja és megöli Kane szeretőjének szelleme. Kurta ugyanezzel a szellemmel találkozik és szeretkezik. Dwight felszereli a csapatot olyan fegyverekkel, melyekkel végezhetnek a szellemekkel. Mindenki szétválik, Alex nemsokára életét veszti. Buddy és Cindy csapdába esik a hűtőkamrában, de a lány összetákol egy szerkezetet, mellyel kijutnak a csapdából.
Kane megszállja Praclit, aki bedrogozza Kurtát és a konyhában levágja a koponyája tetejét. Cindy, Brenda és Theo sikeresen megküzd a gondnokkal, majd a többiekkel kitervelik, hogy Cindyt használják csalétekként Kane számára. Miután a terv sikerül, a Pokol-ház kóborgó szellemei békére lelnek.
Két hónappal később Cindy és Buddy már egy párt alkotnak. Séta közben megjelenik Pracli. Buddy eltűnik, a megszállt Pracli ujjongva közli a rémült Cindyvel, hogy örökké együtt lesznek. A gondnokot ezután elüti egy autó, amelyet Kurta vezet, akit vezetés közben orálisan kényeztet a szellemnő.

## Szereplők
| Szerep            | Színész               | Magyar hang      |
| ----------------- | --------------------- | ---------------- |
| Cindy Campbell    | Anna Faris            | Vadász Bea       |
| Brenda Meeks      | Regina Hall           | Szénási Kata     |
| Kurta Meeks       | Marlon Wayans         | Hevér Gábor      |
| Ray Wilkins       | Shawn Wayans          | Dózsa Zoltán     |
| Tommy             | James DeBello         | Seder Gábor      |
| McFeely atya      | James Woods           | Rosta Sándor     |
| Oldman professzor | Tim Curry             | Koroknay Géza    |
| Alex Monday       | Tori Spelling         | Bíró Kriszta     |
| Mrs. Vorhees      | Veronica Cartwright   | Tóth Judit       |
| Dwight Hartman    | David Cross           | Csankó Zoltán    |
| Buddy             | Christopher Masterson | Simonyi Balázs   |
| Theo              | Kathleen Robertson    | Solecki Janka    |
| Pracli            | Chris Elliott         | Sebestyén András |
| Harris atya       | Andy Richter          | Kapácsy Miklós   |
| Megan Vorhees     | Natasha Lyonne        | Simonyi Piroska  |

## Filmzene
1. "Hello Dolly"
2. "Shake Ya Ass"
3. Mike Oldfield – "Tubular Bells"
4. The Prodigy – "Smack My Bitch Up"
5. Colleen Fitzpatrick – "Graduation (Friends Forever)"
6. Donell Jones – "U Know What's Up"
7. Oleander – "I Walk Alone"
8. Richard Marino és zenekara – "Fever"
9. Meeks – "Killer Bee"
10. Eve feat. Gwen Stefani – "Let Me Blow Ya Mind"
11. Hednoize – "Skullsplitter"
12. Tony! Toni! Toné! – "If I Had No Loot"
13. The Propellerheads – "History Repeating"
14. Trace featuring Neb Luv – "When It's Dark"
15. Trace – "Givin' My Dick Away"
16. "Sorry Now"
17. Casey Crown feat. J Dee – "So Erotic"
18. Nelly feat. City Spud – "Ride Wit Me"
19. Big Daddy – "Holiday Party"
20. Cypress Hill – "Insane In The Brain"
21. Ceasefire V Deadly Avenger – "Evel Knieval"

## Díjak, jelölések
| Év   | Díj                   | Kategória                                      | Jelölt             | Eredmény |
| ---- | --------------------- | ---------------------------------------------- | ------------------ | -------- |
| 2001 | Bogey Award           |                                                | Highlight (gyártó) | Elnyerte |
| 2001 | Teen Choice Awards    | film, amit a szüleid nem akarnak, hogy megnézz |                    | Elnyerte |
| 2002 | ALMA Award            | legjobb smink                                  | Rebecca DeHerrera  | Jelölve  |
| 2002 | Canadian Comedy Award | vicces női alakítás                            | Kathleen Robertson | Jelölve  |